# 天下浪子不獨你一人
天下浪子不獨你一人是女演員兼歌手吳倩蓮的首張個人粵語專輯，於1994年8月24日，在香港、臺灣、新加坡及馬來西亞同步發行，1994年10月17日再推出韓國版。本專輯在港衝破白金銷量，同名主打歌天下浪子不獨你一人流行非常，成為吳倩蓮歌唱代表作之一:128。

## 製作與發行

### 背景
臺灣人吳倩蓮於滾石唱片旗下出道，本朝歌手及女團方向發展，但不久便被杜琪峯看中，於其1990年監製的香港電影《天若有情》擔任女主角（夥拍劉德華），從此成名，亦成為杜琪峯創立之經理人公司旗下的藝人，主要在香港發展，在其後數年成為影壇炙手可熱的女演員:127-128。1994年吳倩蓮再次進軍樂壇，雖然其粵語發音並不標準、咬字不佳，但首次推出的這張個人音樂專輯便選擇以粵語為主，這點並無礙其獲得成功。在1990年代初期起已有不少母語為臺灣國語的歌手推出過粵語歌，褒貶不一。

### 製作
杜琪峯自組唱片公司Sanqueen製作此專輯，並親自擔任監製，亦請來音樂製作人鍾志榮合作，鍾志榮成名於舞台劇《我和春天有個約會》的音樂創作，在流行音樂界亦屬新手；來自發行商新力唱片的監製馮鏡輝則負責兩首改編歌:128。杜琪峯在這張專輯為吳倩蓮所塑造的形象，亦具有以往她在《天》等電影角色的影子。唯一國語歌追夢人是《天》同名粵語主題曲的其中一個國語翻唱版本；失戀的女人的作曲者胡偉立，是1991年杜琪峯親自執導的電影《至尊無上II之永霸天下》的配樂師，該電影中吳倩蓮與劉德華再演悲劇情侶，《至》的主題曲、劉德華名作一起走過的日子亦為胡偉立作曲，失的風格被樂評人陳頌紅稱為像一的「兄弟作」；主打歌天下浪子不獨你一人音樂錄影帶中愛上殺手的情節，亦符合吳倩蓮在電影中一貫的路線。
此專輯有一半歌曲由黃嘉倩作曲，她出身於電視台配樂師，從1993年的《現代豪俠傳》起為杜琪峯的電影擔任配樂工作，在當時屬於流行歌曲創作方面的新手。為其中兩首歌填詞的潘健康同為電視台配樂師出身。:128,131

### 發行
香港發行方面交由新力唱片負責:127，版本包括CD（紙盒平裝版）、CD（鐵盒特別版）:129、盒帶版。專輯獲得白金銷量後即再推出超級金裝珍藏版（金CD）:130。

## 曲目[1]:127
| 曲序     | 曲目                         |          | 作曲         | 编曲     | 製作人        | 备注 | 时长  |
| -------- | ---------------------------- | -------- | ------------ | -------- | ------------- | --- | ----- |
| 1.       | 失戀的女人                   | 小美     | 胡偉立       | 鮑比達   | 杜琪峯 鍾志榮 | 第一主打                                                                                                | 3:42  |
| 2.       | 天下浪子不獨你一人           | 林夕     | 黄嘉倩       | 黃嘉倩   | 杜琪峯 鍾志榮 | 第二主打 國語版為多情的愛人:132                                                                         | 3:59  |
| 3.       | 牧羊姑娘                     | 潘健康   | 黃嘉倩       | 黃嘉倩   | 杜琪峯 鍾志榮 | 加插了抗戰時期民謠牧羊姑娘童聲合唱及男聲獨唱，分別由黃大仙兒童合唱團、黃河演繹:131,133 國語版為牧羊姑娘 | 4:16  |
| 4.       | 只有我在等我                 | 林夕     | 黃嘉倩       | 黃嘉倩   | 杜琪峯 鍾志榮 | | 3:27  |
| 5.       | 天知地知                     | 林夕     | 黃嘉倩       | 黃嘉倩   | 杜琪峯 鍾志榮 | | 3:42  |
| 6.       | 四等情人                     | 周禮茂   | Howard Killy | 甘志偉   | 馮鏡輝        | 原曲：市原真紀                                                                                          | 4:43  |
| 7.       | 追夢人（國語）               | 羅大佑   | 羅大佑       | 黃嘉倩   | 杜琪峯 鍾志榮 | 原唱為鳳飛飛，編曲大幅變化的短板；源自電影《天若有情》主題曲。                                          | 3:40  |
| 8.       | 偏心                         | 林振強   | 加藤和彥     | 甘志偉   | 馮鏡輝        | 第三主打 原曲：Betsy & Chris白い色は恋人の色                                                            | 3:37  |
| 9.       | 明日也許太遙遠               | 鍾志榮   | 梁志城       | 鮑比達   | 杜琪峯 鍾志榮 | | 3:46  |
| 10.      | 世紀的夢                     | 潘健康   | 黃嘉倩       | 鮑比達   | 杜琪峯 鍾志榮 | | 4:46  |
| 11.      | 天下浪子不獨你一人（劇場版） | 林夕     | 黃嘉倩       | 鮑比達   | 杜琪峯 鍾志榮 | 獨白：劉青雲 *Bonus Track：只收錄於超級金裝珍藏版:130                                                   | 4:36  |
| 总时长： | 总时长：                     | 总时长： | 总时长：     | 总时长： | 总时长：      | 总时长：                                                                                                | 39:03 |

## 音樂錄影帶
- 天下浪子不獨你一人
此歌的音樂錄影帶請來演員劉青雲擔任男主角[11][註 4]，故事講述吳倩蓮飾演的純情女子戀上劉青雲飾演的殺手[9]。
而插入兩人交談對白的「劇場版」，則講述一個經常不歸家的男子與其同居伴侶的矛盾，最後重修舊好的故事，其中一段口白意念疑似來自電影《天若有情》中吳倩蓮為劉德華執拾居所一幕。[1]:128,131
- 失戀的女人
吳倩蓮親自演出。[1] :131
- 牧羊姑娘
吳倩蓮親自演出。[1] :131

## 榜單成績

### 專輯銷量
香港銷量方面，此專輯於國際唱片業協會（香港會）IFPI唱片銷量榜獲得8月29日至9月11日連續兩週第2位。

### 歌曲播放率
| 歌名               | 903專業推介（叱咤樂壇流行榜） | 新城勁爆流行榜          | RTHK中文歌曲龍虎榜       | TVB勁歌金榜             |
| ------------------ | ----------------------------- | ----------------------- | ------------------------ | ----------------------- |
| 失戀的女人         | 第9位（7月10日-16日）         | 第1位（7月30日-8月5日） | 第1位（7月23日-29日）    | 第7位（7月23日-8月5日） |
| 天下浪子不獨你一人 | 第5位（9月4日-10日）          | 第1位（9月3日-9日）     | 第2位（8月27日-9月2日）  | 第1位（9月3日-9日）     |
| 偏心               | 第7位（10月16日-22日）        | 第3位（10月22日-28日）  | 第3位（10月1日-10月7日） |                         |

## 獎項
- 天下浪子不獨你一人為1994年無線電視勁歌金曲第三季季選得獎金曲之一。[21]

此專輯為吳倩蓮該年的主要音樂作品，讓吳倩蓮在該年度香港主要音樂頒獎禮獲得以下多個個人獎項：
- 1994年度無線電視十大勁歌金曲頒獎典禮－最受歡迎新人獎（女歌星）金獎[22]
- 1994年度第十七屆十大中文金曲頒獎禮音樂會－最有前途新人獎女歌手金獎[23]
- 1994年度新城勁爆頒獎禮－勁爆新登場女歌手金獎[24]
- 1994年度叱咤樂壇流行榜頒獎典禮－叱吒樂壇新力軍女歌手銅獎[24]

## 評價
吳倩蓮的不標準的粵語發音反而成為一種特色，《東周刊》當時的樂評稱之為「缺陷美」，並認為其歌唱技巧稚嫰，但顯得頗具天份。
樂評人陳頌紅當時在《壹週刊》的樂評指出此專輯除了流行曲，亦加入了一些民族風藝術曲的元素，如牧羊姑娘採用了兒童合唱團及男聲獨唱；而天知地知的流行曲與藝術曲混合，則被評為配合不自然，吳倩蓮也唱得頗急促，似乎追不上伴奏。只有我在等我則被評為獨白很有感情，但演唱部分馬虎。
樂評人馮禮慈當時在《壹週刊》的樂評則認為此專輯採用《天若有情》概念，市場定位準確，是非常成功的作品。當時坊間有聲音批評此專輯只是依靠噱頭、過度商業性計算，馮禮慈亦駁斥了這類觀點，認為專輯製作認真，尤其錄音及混音方面屬於一流水平。
後世的樂評博客、網路電台節目主持人Muzikland比較此專輯與吳倩蓮早期在臺灣推出的單曲，形容為判若兩人。他提出專輯整體上有兩大問題，歸咎於創作人野心太大：其一是不少密集而急促的粵語歌詞讓初試粵語歌的吳倩蓮難以應付；其二是音樂元素及偏門題材過多，致使風格複雜而不鮮明:133。與陳頌紅看法接近。

## 備註
1. ↑  以粵語歌為主，但亦有一首國語歌。
2. 1 2  在不少資料中，四等情人及偏心的作曲者都出現互訛之誤，可能是源自早期官方資料的一些錯誤。
3. ↑  電影《天若有情》主題曲粵語版為天若有情，國語版為青春無悔，演唱者皆為袁鳳瑛，後羅大佑為紀念作家三毛，修改青春無悔的部分歌詞變成追夢人，由鳳飛飛演唱[1]:132，但後人常誤將追夢人當作《天若有情》國語版主題曲之名。
4. ↑  劉青雲在翌年開始成為杜琪峯電影中的常用演員。